# Pagedongan (plaats)
Pagedongan is een bestuurslaag in het regentschap Banjarnegara van de provincie Midden-Java, Indonesië. Pagedongan telt 5147 inwoners (volkstelling 2010).